# Кирил I Видински
Кирил (на гръцки: Κύριλλος, Кирилос) е гръцки духовник, митрополит на Вселенската патриаршия.

## Биография
Роден е в Урла (Вриула) в Мала Азия. Служи като протосингел на Ефеската епархия. На 16 март 1838 година е избран и по-късно ръкоположен за архиепископ на Кос. На 11 април 1838 година, когато Коската епархия е повишена в митрополия, той също става митрополит. През юли 1840 година е избран за видински митрополит. През октомври 1846 година подава оставка. Умира в 1851 година (преди 27 април).